# Задонщина
«Задонщина» — повість що є пам'яткою давньоруської чи давньоросійської літератури кінця XIV — початку XV століть про розгром татарського війська Дмитром Донським у 1380 році. Своєю поетичною мовою і билинним зображенням героїв і подій «Задонщина» близька до усної народної творчості.

## Написання
Дата створення «Задонщини» невідома. На думку дослідників М.Н.Тихомирова і В.Ф.Ржігі, цей твір був написаний незабаром після Куликовської битви, між 1380 і 1393 роками. Їх докази такі. По-перше, в «Задонщині» згадана столиця Болгарського царства місто Торнава (Тирново), до якого доходить звістка про славну перемогу, здобуту Дмитром Донським. Але Тирново було завойовано турками в 1393, а значить «Задонщина», швидше за все, була написана до цього часу. По-друге, в тексті твору є вказівка, що від битви на річці Калці 1223 року, першого зіткнення Русі з монголо-татарами, до битви на Куликовому полі пройшло 160 років. 
Мабуть, цей підрахунок відноситься не до року Куликовської битви, а до часу написання «Задонщина», тобто до 1384 або, може бути, трохи раніше. М.А.Салміна стверджувала, що автор «Задонщина» використовував текст так званої Великої літописної повісті, створеної в 1440-х, відповідно, «Задонщина» не могла бути написана раніше 1440-х. Але більшість вчених не підтримали цю гіпотезу. Ймовірніше, що не «Задонщина» зазнала впливу літописної повісті, а навпаки, упорядник літописної повісті звертався до тексту «Задонщини».

## Зміст
Повість складається з двох частин. Їм передує вступ, за допомогою якого автор налаштовує читача на особливий, урочистий лад, а також повідомляє йому справжні цілі, які переслідує створення «Задонщини». У вступі також підкреслюється оптимістичний лад повісті. Твір «Задонщина» дуже неоднорідний за стилем написання. Так, поряд з поетичними текстами знаходяться фрагменти, які вже дуже нагадують ділову прозу. Її сліди також проявляються в хронологічних подробицях і пильній увазі до титулів князів.
У творі широко використані план, художні засоби і окремі вирази «Слова о полку Ігоревім».
Цікавим фактом є те що в «Задонщині» Московські війська під керівництвом Дмитра Донського названі Залісською ордою. Втім це словосполучення автор помістив у вуста Фрязьких купців, які знущаються з Мамаєм, який прибіг після поразки до них, кажучи: «Чему ты, поганый Мамай, посягаешь на Рускую землю? То тя била орда Залеская». Самі ж російські сили називають себе у творі як «руские князи», «руские сынове» та «богатыри руския удальцы».